# 納帕·西恩索邦
納帕·西恩索邦（曾被誤譯為奈哈·西貢索邦，羅馬化：Naphat Siangsomboon，1996年05月05日—），小名Nine，為一名泰國男演員及模特。

## 生平
Nine於1996年5月5日出生於泰國，為女演員皮姆帕卡·西恩索邦（Mu）之子。高中畢業於泰國布羅姆斯格羅夫國際學校，大學畢業於瑪希敦大學國際學院的視覺傳達設計系。

## 演藝經歷
Nine透過廣告拍攝進入演藝圈，並因此走紅。現為泰國第3電視台旗下藝人。
2016年主演電影《天赐的礼物》。
2017年搭檔女星波麗雀亞·彭檀娜妮可（Ice）主演首部電視劇《愛情混戰》，在劇中飾演Methakawin。
2019年與女星平采娜·樂維瑟派布恩（Baifern）合作的電影《限時好友》於泰國正式上映。同年，戲劇《高球人生》於3台首播。
2020年於愛情劇《燃愛之高嶺之花》中飾演Sun一角
2022年與女星平采娜·樂維瑟派布恩（Baifern）二度合作的戲劇《皇家項鍊》播出，在劇中飾演Tian。

## 個人生活

### 感情
2023年5月8日，Nine與女星平采娜·樂維瑟派布恩（Baifern）於代言活動“True-DTAC”的記者聯訪證實情侶關係。
2024年6月，泰國媒體爆料Nine與平采娜·樂維瑟派布恩（Baifern）疑似分手消息，Baifern於幾天後出席品牌代言活動表示拒絕回答感情相關問題，並表示將於日後活動再向大眾說明。
6月26日，Nine於個人Instagram發表聲明：「希望大家停止揣測與傳播不實消息，某些言論已影響Baifern、自己以及雙方家人，盼外界給予時間處理，且會找時間公開回覆。」
7月3日，Nine宣布將於隔日下午舉行記者會。」。7月4日，Nine證實：「已與Baifern分手，兩人退回朋友關係，除了我以外誰也不怪，是我沒有平衡好關係。」

## 影視作品

### 電視劇
| 首播年份 | 戲名                | 戲名   | 播放平台    | 角色                           | 備註 |
| 首播年份 | 譯名                | 原文名 | 播放平台    | 角色                           | 備註 |
| 2017年   | 《愛情混戰》        |        | Ch3Thailand | Methakawin （Matt）            | 主演 |
| 2019年   | 《發球者》          |        | Ch3Thailand | Trinnithi Reunjrojkit （Trin） | 主演 |
| 2020年   | 《燃愛之高嶺之花》  |        | Ch3Thailand | Sun                            | 主演 |
| 2022年   | 《皇家項鍊》        |        | Ch3Thailand | Tian                           | 主演 |
| 2022年   | 《燃愛之高嶺之花2》 |        | Ch3Thailand | Sun                            | 主演 |
| 2023年   | 《黑色貞潔》        |        | Ch3Thailand | Phithan Naruebadin （Phi）     | 主演 |
| 待公布   | 《心不由己》        |        | Ch3Thailand |                                | 主演 |

### 電影
| 年份   | 上映日期                                                                                   | 片名           | 角色          | 備註                                     |
| 2016年 | 2016年12月1日（泰國） 2017年6月16日（台灣）                                                | 《天赐的礼物》 | Beam          | 主演                                     |
| 2017年 | 2017年6月21日                                                                              |                | Ten           | 主演 （Amazing Thailand 觀光宣傳微電影） |
| 2018年 | 2018年1月24日                                                                              |                | Ten           | 主演 （Amazing Thailand 觀光宣傳微電影） |
| 2019年 | 2019年2月14日（泰國） 2019年3月8日（台灣） 2019年5月16日（香港） 2019年9月20日（中國大陸） | 《友情以上》   | Palm （阿潘） | 主演                                     |

## 音樂作品
| 年份   | 歌名   | 合作藝人 | 備註                     |
| 2016年 |        | 不適用   | E-D-S 特別歌曲88.5 E-D-S |
| 2017年 | 我會等 | 不適用   | 《愛情混戰》原聲帶       |
| 2020年 | 我依舊 | 不適用   | 《發球者》原聲帶翻唱     |

## 音樂錄影帶
| 年份   | 歌名           | 歌手                                       | 合作藝人                   | 備註   |
| 2016年 | Aht Ja Pen Tur | Klear feat. Polycat                        | 娜塔玻·提米露克 （Taew）   | [ 8 ]  |
| 2019年 | 在夢中         | Burin Boonvisut                            |                            | [ 9 ]  |
| 2020年 | Repeat         | Ink Waruntorn                              | Ink Waruntorn              | [ 10 ] |
| 2021年 | 心甜炸了       | Apiwat Ueathavornsuk feat. YOUNG K of DAY6 |                            | [ 11 ] |
| 2023年 | 原來的故事     | 克里特·安努艾德奇康 （PP）                 | 克里特·安努艾德奇康 （PP） |        |

## 獎項與提名
| 年份   | 頒獎典禮                                          | 獎項                                   | 提名作品     | 結果 | 來源   |
| 2017年 | MThai Top Talk-About 2017                         | Most Mentioned Man                     | 不適用       | 獲獎 |        |
| 2017年 | 第10屆Nine Entertainment Awards                   | 年度最佳家庭                           | 不適用       | 獲獎 | [ 12 ] |
| 2017年 | Maya Awards 2017                                  | 年度魅力男星                           | 不適用       | 獲獎 |        |
| 2017年 | Seesan Entertainment News Awards                  | 年度魅力男星                           | 不適用       | 獲獎 |        |
| 2017年 | 瑪希敦大學                                        | Youth Creative Society 2017            | 不適用       | 獲獎 |        |
| 2018年 | Star's Light Awards 2017                          | 潛力新星                               | 不適用       | 獲獎 |        |
| 2018年 | Sanook Vote of the Year 2017                      | 國民老公                               | 不適用       | 獲獎 |        |
| 2018年 | MThai Top Talk-About 2018                         | Most Mentioned Actor                   | 《愛情混戰》 | 提名 |        |
| 2018年 | 第9屆泰國皇家戲劇獎                               | 最佳潛力之星                           | 《愛情混戰》 | 獲獎 |        |
| 2018年 | Thailand Headlines Person Of The Year Awards 2018 | Culture and Entertainment              | 不適用       | 獲獎 |        |
| 2020年 | Thailand Zocial Awards 2020                       | นักแสดงชาย                              | 不適用       | 獲獎 | [ 13 ] |
| 2022年 | ContentAsia Awards 2022                           | 最佳男主角                             | 《皇家項鍊》 | 提名 | [ 14 ] |
| 2023年 | 19th Kom Chad Luek Awards                         | 最受歡迎CP檔 （与平采娜·乐维瑟派布恩） | 不適用       | 提名 | [ 15 ] |

## 外部連結
- 納帕·西恩索邦於Channel 3的簡介 （页面存档备份，存于）（泰文）
- 納帕·西恩索邦的Instagram帳戶（泰文）